# Istmo de Ak-Monay

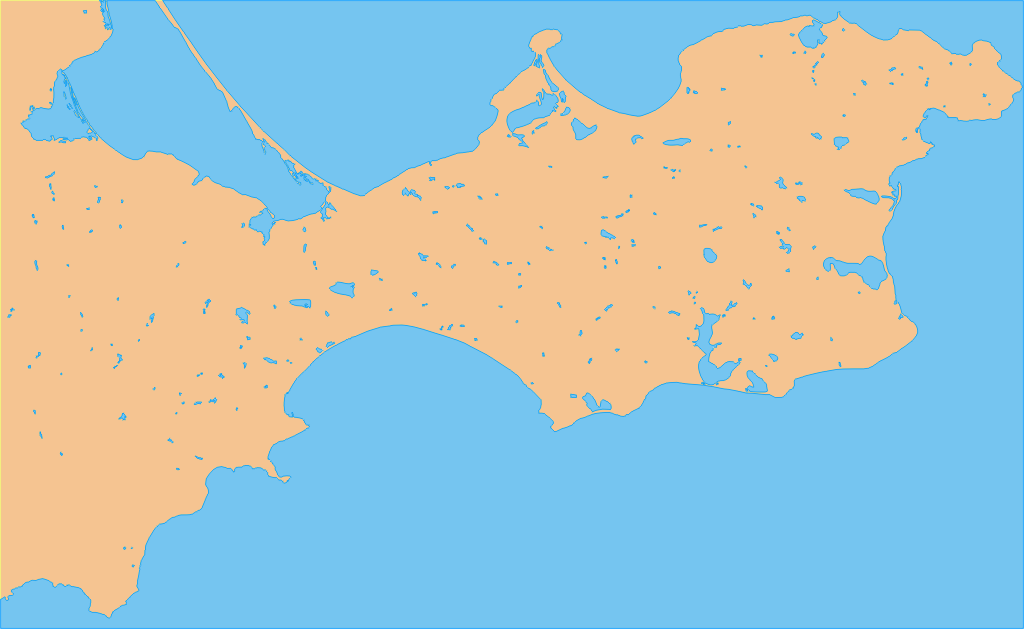
Mapa da península de Querche. O istmo está à esquerda

O istmo de Ak-Monay (em ucraniano:  Ак-Мона́йський перешийок, transl. Ak-Monáiskyi pereshyiok; em russo:  Ак-Мона́йский перешеек, transl. Ak-Monáyskiy peresheek; em tártaro da Crimeia:  Aq Manay boynu) ou istmo de Parpach (em ucraniano:  Парпа́цький перешийок, transl. Parpátskyi pereshyiok; em russo:  Парпа́чский перешеек, transl. Parpáchskiy peresheek; em tártaro da Crimeia:  Porpaç boynu) é um istmo que liga a península de Querche com a parte principal da península da Crimeia entre a baía de Teodósia (Mar Negro) ao sul e o Sivash e a baía de Arabat (Mar de Azov) ao norte. O istmo tem uma largura de 17,5 km.
Os nomes do istmo têm origem nos antigos nomes das localidades de Kamianske (Ak-Monay) e Yachminne (Parpach). Outros assentamentos localizados no istmo incluem Frontove, Lvove, Petrove, Semysotka e Prymorskyi.

## História
O istmo serviu de fronteira ocidental do Reino do Bósforo e um grande fosso foi construído ao longo do istmo assim como um muro defensivo na parte norte.
No século XVII, os turcos-otomanos construíram uma fortaleza no extremo norte do istmo.
Em 1978, um grande reservatório foi construído em Frontove para armazenar a água do canal da Crimeia do Norte e abastecer Querche e Teodósia.

## Geologia
O sul do istmo de Ak-Monay é a parte mais antiga da península de Querche, sendo formada por depósitos de argilas facilmente erodidas, que formam várias grandes dobras que emergiram no Mioceno. Está localizado no meganticlinório da Crimeia, que é um amplo sinclinal que separa o anticlinal de Vulkanivka, a leste, do anticlinal de Vladyslavivska, a oeste.
O sítio mesolítico de Frontove I tem um inventário de sílices semelhante ao de Kamyana Mohyla em Zaporíjia. A presença de um fóssil de um bovino domesticado na camada III de Frontove I e nas camadas inferiores de Kamyana Mohyla reforçam a hipótese de domesticação de bovinos no final do Mesolítico.